# Milaan-San Remo 1923
De wielerwedstrijd Milaan-San Remo 1923 werd verreden op 25 maart van dat jaar.
Het parcours van deze 16e editie was 286,5 kilometer lang. De winnaar legde de afstand af in 10 uur en 14 minuten. Van de 64 gestarte renners finishten er 31. De Italiaan Costante Girardengo was de snelste in een sprint met elf.

## Deelnemende ploegen
| Deelnemende teams   | Deelnemende teams | Deelnemende teams | Deelnemende teams |
| ------------------- | ----------------- | ----------------- | ----------------- |
| Maino               | Legnano-Pirelli   | Berettini-Monza   | Atala             |
| Automoto-Hutchinson | Fusarp-Wolber     |                   |                   |

## Uitslag
| Plaats  | Naam                 | Ploeg               | tijd      |
| ------- | -------------------- | ------------------- | --------- |
| Winnaar | Costante Girardengo  | Maino               | 10u14'00" |
| 2       | Gaetano Belloni      | Legnano-Pirelli     | z.t.      |
| 3       | Giuseppe Azzini      | Maino               | z.t.      |
| 4       | Giovanni Brunero     | Legnano-Pirelli     | z.t.      |
| 5       | Pietro Bestetti      | Berettini-Monza     | z.t.      |
| 6       | Bartolomeo Aimo      | Atala               | z.t.      |
| 7       | Camillo Arduino      | Atala               | z.t.      |
| 8       | Angelo Gremo         | Maino               | z.t.      |
| 9       | Ottavio Bottecchia   | Automoto-Hutchinson | z.t.      |
| 10      | Luigi Lucotti        | Maino               | z.t.      |
| 11      | Giovanni Trentarossi | Berettini-Monza     | z.t.      |
| 12      | Emilio Petiva        | Maino               | +30"      |
| 13      | Luigi Mainetti       | Individueel         | +35"      |
| 14      | Federico Gay         | Atala               | +2'00"    |
| 15      | Rodolfo Romagnoli    | Individueel         | +6'00"    |
| 16      | Antonio Tecchio      | Individueel         | +6'30"    |
| 17      | Giovanni Enrici      | Legnano-Pirelli     | +10'00"   |
| 18      | Nello Ciaccheri      | Bianchi             | +11'00"   |
| 19      | Gino Balestrieri     | Individueel         | +17'00"   |
| 20      | Ezio Cortesia        | Individueel         | +24'00"   |

1907 · 1908 · 1909 · 1910 · 1911 · 1912 · 1913 · 1914 · 1915 · 1916 · 1917 · 1918 · 1919 · 1920 · 1921 · 1922 · 1923 · 1924 · 1925 · 1926 · 1927 · 1928 · 1929 · 1930 · 1931 · 1932 · 1933 · 1934 · 1935 · 1936 · 1937 · 1938 · 1939 · 1940 · 1941 · 1942 · 1943 · 1944 · 1945 · 1946 · 1947 · 1948 · 1949 · 1950 · 1951 · 1952 · 1953 · 1954 · 1955 · 1956 · 1957 · 1958 · 1959 · 1960 · 1961 · 1962 · 1963 · 1964 · 1965 · 1966 · 1967 · 1968 · 1969 · 1970 · 1971 · 1972 · 1973 · 1974 · 1975 · 1976 · 1977 · 1978 · 1979 · 1980 · 1981 · 1982 · 1983 · 1984 · 1985 · 1986 · 1987 · 1988 · 1989 · 1990 · 1991 · 1992 · 1993 · 1994 · 1995 · 1996 · 1997 · 1998 · 1999 · 2000 · 2001 · 2002 · 2003 · 2004 · 2005 · 2006 · 2007 · 2008 · 2009 · 2010 · 2011 · 2012 · 2013 · 2014 · 2015 · 2016 · 2017 · 2018 · 2019 · 2020 · 2021 · 2022 · 2023 · 2024 · 2025
Lijst van beklimmingen